# Leucochloridium paradoxum
Giun dẹp khoang xanh (Danh pháp khoa học: Leucochloridium paradoxum) là một loài giun sán ký sinh trong họ Leucochloridiidae. Đây là loài giun ưa ký sinh trong ốc sên, sau đó điều khiển vật chủ bò ra chỗ thoáng để thu hút các loài chim săn mồi. Chúng có khả năng kiểm soát những tế bào thần kinh vận động của vật chủ, biến nạn nhân thành một thây ma. 

## Vòng đời
Giun sẽ xâm nhập vào hệ tiêu hóa của ốc sên ở giai đoạn ấu trùng và tiếp tục phát triển tới giai đoạn trưởng thành. Các cá thể trưởng thành sau đó tìm cách bò lên cuống mắt (xúc tu) của ốc sên và liên tục ngoe nguẩy, khiến vật chủ trông nổi bật và dễ bị phát hiện hơn, loài giun ký sinh này còn kiểm soát hệ thần kinh của ốc sên, khiến chúng tự động bò lên những cành cây cao hoặc vị trí thoáng đãng để thu hút các loài chim săn mồi. Khi chim ăn ốc sên, giun tiếp tục ký sinh trong bụng vật chủ mới và đẻ trứng trước khi chết. Trứng giun sau đó được đưa ra ngoài theo đường chất thải của chim và nở thành ấu trùng. Ấu trùng lại tìm cách xâm nhập vào hệ tiêu hóa của ốc sên để tiếp tục vòng đời.